# Єркінкуш
Єркінку́ш (каз. Еркінкүш) — село у складі Алгинського району Актюбінської області Казахстану. Входить до складу Тамдинського сільського округу.
Населення — 152 особи (2021; 213 у 2009, 231 у 1999, 315 у 1989).